# 명장
《명장》(投名狀, The Warlords)은 2007년 제작된 천커신 감독의 중국영화이다. 중국어 제목은 《투명장》이지만 한국에서는 《명장》이라는 제목으로 개봉되었다. 리롄제, 가네시로 다케시, 유덕화가 주연으로 2008년 홍콩 금상장에서 작품상 등 8개 부문을 수상했다. 영화는 1860년대 청나라의 태평천국의 난 시기를 배경으로 한 실제 역사 사건을 극화한 것이다.

## 줄거리
1860년대 태평천국 운동 시기를 배경으로, 제국군 지휘관이었던 팡칭윈은 전투에서 유일하게 살아남는다. 그는 우연히 도적단 두목 자오얼후와 장우양을 만나 의형제를 맺고 함께 군에 합류한다. 가난한 마을 사람들을 이끌고 반군을 진압하며 승승장구하지만, 팡칭윈은 점점 권력욕에 눈이 멀고 자오얼후의 아내 렌셩과 비밀스러운 관계를 맺기도 한다. 
쑤저우 전투에서 군량미가 부족해지자, 자오얼후는 반군 지휘관과 협상하여 항복을 받아내려 하지만, 팡칭윈은 군량미 부족을 이유로 항복한 반군들을 학살하고, 이 일로 자오얼후와 갈등을 빚는다. 팡칭윈은 반군의 수도 난징을 공략하여 전쟁을 끝내려 하고, 결국 난징 전투에서 승리하여 고위 관직에 오른다. 그러나 권력을 얻은 후, 팡칭윈은 자오얼후를 의심하고 견제하며 둘 사이는 점점 멀어진다. 
팡칭윈은 자오얼후가 자신에게 위협이 될까봐 암살을 계획하고, 이를 알게 된 장우양은 렌셩을 죽인다. 자오얼후는 함정에 빠져 결국 팡칭윈에 의해 죽임을 당한다. 복수를 위해 장우양은 팡칭윈을 공격하지만, 팡칭윈 또한 정적들이 보낸 암살자의 총에 맞아 치명상을 입는다. 결국 장우양의 손에 죽음을 맞이하며 의형제를 저버린 대가를 치른다. 이후 장우양은 팡칭윈 암살의 누명을 쓰고 능지형에 처해진다.

## 영화정보
- 이 영화는 홍콩 쇼 브러더스 영화사의 1973년도 장철 감독 작품 《자마》(刺馬)와 같은 사건을 다루었다. 제작 초기부터 리메이크라는 딱지가 붙었다.

## 수상정보
- 27회 홍콩 금상장 작품상, 감독상, 남우주연상, 촬영상, 미술감독상, 의상디자인상, 음향효과상, 시각효과상 수상

## 출연진
- 리롄제(이연걸): 방청운(龐靑雲) 역 (마신이)
- 유덕화: 조이호(趙二虎) 역
- 가네시로 다케시: 강오양(姜午陽) 역 (장문상)
- 서정뢰: 연생(蓮生) 역
- 곽효동
- 손견

## 같이 보기
- 마신이